# Entertainment!
 (mars 2024).
Si vous disposez d'ouvrages ou d'articles de référence ou si vous connaissez des sites web de qualité traitant du thème abordé ici, merci de compléter l'article en donnant les références utiles à sa vérifiabilité et en les liant à la section « Notes et références ».
Albums de Gang of Four
Yellow EP (en)
(1980)
Entertainment! est le premier album du groupe post-punk britannique Gang of Four. Il est paru sur EMI en Angleterre en 1979 et sur Warner Bros. aux États-Unis l'année suivante.
Avec Entertainment!, Gang of Four introduisait pour la première fois son mélange de punk rock et de funk, plutôt inhabituel pour l'époque, mais également partagé par quelques-uns de ses contemporains comme Public Image Ltd. et Pere Ubu.
La basse est mixée autrement que de coutume : ayant souvent préséance sur les autres instruments, elle est responsable de l'aspect très rythmé des compositions du groupe, un son qui influença de nombreux groupes des décennies suivantes, malgré un succès commercial assez restreint à l'époque.
Le bassiste Flea des Red Hot Chili Peppers est un des musiciens ayant admis la grande influence de Gang of Four et de leur premier album sur sa propre démarche musicale.
La chanson At Home He's a Tourist atteignit le Top 40 en Angleterre.

## Liste des morceaux
Toutes les chansons sont écrites et composées par Dave Allen, Hugo Burnham, Andy Gill et Jon King..
| 1. | Ether               | 3:52 |
| 2. | Natural's Not in It | 3:09 |
| 3. | Not Great Men       | 3:08 |
| 4. | Damaged Goods       | 3:29 |
| 5. | Return the Gift     | 3:08 |
| 6. | Guns Before Butter  | 3:49 |

| 7.  | I Found That Essence Rare | 3:09 |
| 8.  | Glass                     | 2:32 |
| 9.  | Contract                  | 2:42 |
| 10. | At Home He's a Tourist    | 3:33 |
| 11. | 5.45                      | 3:48 |
| 12. | Love Like Anthrax         | 4:23 |

## Pochette
L'aspect politique est indissociable de la musique de Gang of Four :  cette tendance aux propos engagés et radicaux apparait dès la pochette de ce premier album sur laquelle un Indien d'Amérique et un cow-boy échangent une poignée de main dans trois images identiques sur fond rouge. On peut lire autour des images la légende suivante: « The Indian smiles, he thinks that the cowboy is his friend. The cowboy smiles, he is glad the Indian is fooled. Now he can exploit him. », ou en français : « L'Indien sourit, il pense que le cowboy est son ami. Le cowboy sourit, il est heureux que l'Indien ait été dupé. Maintenant il peut l'exploiter. »

## Interprétation
L'aliénation est un des termes prédominants de l'album Entertainment!. Il revient fréquemment sur Natural's Not In It, At Home He's a Tourist et Damaged Goods. Les paroles de Jon King sont d'ailleurs reconnues comme fortement empreintes d'influence  situationniste, en référence notamment au fait que Timothy J. Clarkle directeur et enseignant du département des Beaux-Arts de Leeds, dont sont issus les membres du groupe, a appartenu en son temps à la section anglaise de l'Internationale situationniste
La pièce qui termine le disque, Anthrax (originellement nommée Love Like Anthrax avant que le titre soit abrégé pour l'album), est une des pièces les plus célèbres de Gang of Four. Considérée comme une anti-chanson d'amour, elle débute par une longue distorsion d'une minute, puis, alors que Jon King chante, le guitariste Andy Gill lit (un peu à la manière spoken word) un manifeste au sujet de l'amour. Les deux voix se mélangent et le refrain statue que l'amour est comme « a case of anthrax, and that's something I don't wanna catch » (comme un cas d'anthrax, et c'est quelque chose que je ne veux pas attraper).
Sur Ether, le groupe affirme son opposition à la présence de l'Angleterre en Irlande du Nord.

## Honneurs
- Entertainment! est apparu au #490 de la liste des 500 meilleurs albums de l'histoire, telle que présentée par Rolling Stone en 2003.
- En 2005, le magazine Q a placé At Home He's a Tourist au #52 dans sa liste des 100 meilleures pistes de guitare de l'histoire.
- Entertainment! fait partie de la liste des Les 1001 albums qu'il faut avoir écoutés dans sa vie.